# 弓鱼
弓鱼，一种在中國福建省建瓯市传承了两百余年的传统绑鱼技术，臺灣魚市亦有使用販售金目鱸。新鲜的塘鱼经过此法处理，既可以除去塘泥味，还可以延長其存活时间。2009年，建瓯的弓鱼技艺被列入福建省第三批非物质文化遗产目录。

## 歷史沿革
並無可靠文獻顯示弓魚技術創於何時，根據建甌漁民口耳相傳，弓魚可能在明朝萬曆年間或者清朝乾隆元年（1736年）由建甌鐘樓村漁民王創仔無意之間發現。
當時王創仔在魚塘餵魚，他的兒子前來說有遠親來家探望，王創仔手上沒有任何盛魚器皿，於是拿起一根枯草將魚綁成弓形，叫兒子帶回家。當夜設宴招待親人，王創仔發覺魚特別鮮美，感覺奇怪，他的兒子便說將魚帶到家中時，魚依然活潑未死。王創仔想不到自己無意之間始創活魚保鮮法，於是進行實驗，知道如何保鮮辟腥，最後如法泡制，將魚身弓起來出售到市場之中，並大受歡迎，而因魚身呈弓狀，故叫弓魚。
城中有惡霸敲詐王創仔不果，誣告王創仔是奸商，誣蔑弓魚不過是在魚腹灌水欺市的手段，官員將他治罪，引起學習了弓魚的建甌同行憤慨。此時惡霸設宴招待客人，魚販紛紛抵制，只賣死魚不賣活魚，讓惡霸在食宴中灰頭土臉，於是弓魚聲名大噪，流傳至今。
臺灣魚市中會以弓魚方式販售金目鱸，根據台灣動物社會研究會在2019年的電話訪查，臺灣的24個魚市當中，有8家市場會以此方式販魚。
隨著現今科技發達，保鮮和運輸技術日新月異，而且當地從事漁業的人減少，弓魚開始式微，在建瓯有面臨失傳危險。

## 綁魚

### 流程
「弓魚」的得名是因為需要將魚綁成弓形，而非指特定的魚類。建甌是淡水魚盛產區，出產的白鰱、花鰱、草魚及鯽魚等魚類均可經綁魚技術處理成為弓魚，當地市面大部份魚市場都會出售弓魚化處理的魚類。由於古時並沒有供氧設備，往往魚類運送到魚市場時已經死亡，漁民為提供到新鮮的魚類，無意間開創出弓魚技術。弓魚分為三大流程，分別是「初綁」、「餵水」和「綁水」。所謂的「初綁」，是找出合適的魚類，抓住魚鰓，用竹籤刺穿魚鼻，再用牙咬住繩索穿孔並且打結，將魚身向右彎成弓形，繩索另一端綁住魚尾近肛門的位置，然後拉緊；「餵水」指的是放回水中吐污納新。緊接的流程就是「綁水」，弓魚在水中一至二小時後，不動魚鼻的繩結，而是解開魚尾的繩索，再將繩索綁住肛門以上的位置拉緊。
弓魚著重技巧，手勢必須快速，陰力穩定魚身不讓掙扎，動作一氣呵成，手勢熟練的可以僅僅用了數秒時間便完成，因為在網中的魚會奮力掙扎，傷害魚身。而且整個過程只須一人完成，當牙關咬緊繩索之際，稍一不慎，牙齒可以被魚的拉力扯掉，故此弓魚有一定的危險性。。

### 用處
弓魚易於攜帶，運輸方便，受過弓魚處理的魚類，在離水的環境下，在可以保活10小時至一日，存活率根據氣候而變化。如果放在水中，不進食可以保活半個月左右。「初綁」之下，由於弓魚被綁緊，魚身避免彈跳而使得肉質保持鮮嫩；而「綁水」則可以將魚肚內的水留住不至洩出去體外，能除去魚腥味和塘泥味。但現代為了效率，很多漁民已經略去「綁水」步驟，僅作「初綁」和「餵水」處理。
當地也有一道以弓魚命名的菜餚，叫「酥炸弓魚」，用鹽醃過弓魚，再配以番薯粉、啤酒及雞蛋蛋漿油炸至金黃色，蘸上酸辣汁食用。食客評為肉質鮮嫩，酥香惹味。

## 科學分析
傳統上，弓魚只能右弓不能左弓，漁民和民俗學者認為左弓的話存活時間大大縮短，因為魚向右彎，魚的內贓可以不像左弓般擠壓，對魚比較舒服。但中國中央電視台科教頻道節目《走近科學》請來魚類專家做試驗，結果無論右弓左弓魚類的生存時間都是差不多，專家結論漁民認為右弓比較好是因為習慣使然，魚的左面比較多器官，弓起來麻煩而已。
弓魚的存活率比較長是因為弓魚因綁紮而強迫開口，而魚腮也一樣強行張開，因此吸氧多。緊綁也使魚身減少活動，防止傷害，不會消耗體能。沒有弓魚處理的魚已經無力張開口和腮，在離水的環境下，很快因缺氧機能衰退而死。但是弓魚這樣技術，只能適用空氣濕度高，溫度平均的地區，乾旱、溫度極端的地區則弓魚便不能生效。而且非所有魚類合適弓魚，鱔魚、泥鰍等等長形而柔軟的魚類，也不適合。

## 批評
有評論指弓魚的做法延長魚類的不必要的痛苦，並不人道。台灣動物社會研究會在2019年10月4日召開記者會，指出弓魚技法非常殘忍，屬於虐待動物，不是生產販售過程所必需之行為，會使魚類感受到不必要的痛苦，更會降低肉質，呼籲消費者拒購以弓魚技法綑綁的魚類，並呼籲農委會應依據動物保護法取締業者的弓魚行為。對此，農委會漁業署副署長林國平在同月23日召開的研討會中表示贊同，並會朝著掌握弓魚使用狀況、向消費者宣導，進而讓弓魚技法成為歷史的方向前進。

## 外部連結
- 弓鱼不死之谜 （页面存档备份，存于）
- 建瓯弓鱼技艺 （页面存档备份，存于）
- 【走近科學】弓魚傳奇 （页面存档备份，存于）
- 建瓯陈氏兄弟的弓鱼技艺寻传人 （页面存档备份，存于）
- 建瓯“弓鱼”旱运之谜